# إس. إم. شاه
إس. إم. شاه (بالإنجليزية: S. M. Shah)‏ هو رياضياتي أمريكي، ولد في 30 ديسمبر 1905، وتوفي في 21 أبريل 1996.